# Famille Bukowski
La famille Bukowski de Bukow herb Ossoria (en) est une ancienne famille de la noblesse polonaise.
Cette famille ne doit pas être confondue avec les familles Bukowsky herb Sas (en) et Bukowsky herb Bończa (en).

## Histoire
Les frères Michał Ozoriusz et Franciszek Bukowski reçoivent en 1783 le titre de comte autrichien de l'empereur Joseph II.
Le comte Osorio Márton Bukovszky (Michał Ozoriusz) est intégré à la noblesse hongroise en 1805. Une branche austro-hongroise porta le prédicat de Stolzenburg.

## Membres notables
- Ignacy Bukowski (pl), officier royal, député de Sanok à la Diète de Repnine en 1767.
- Jan Bukowski (pl) († 1769) stolnik, échanson (cześnik) et tribun (wojski (en)) du Land de Sanok (en), membre de la Confédération de Radom (1767).
- Józef Bukowski (pl)  († 1744), porte-drapeau (chorąży) du Land de Sanok, officier foncier (strażnik) et député russe. Seigneur de Nowotaniec.  Electeur de Stanisław Leszczyński en 1733, il est consul de la confédération Dzików (en) en 1734 et maréchal des tribunaux correctionnels de la région de Sanok. Frère du suivant.
- Jerzy Bukowski (pl) (né vers 1690 - † vers 1757), maître de la chasse (Łowczy (en)) et castellan du Land de Sanok (1752-1757). Il est comme son frère électeur de Stanisław Leszczyński (1733) et consul de la confédération Dzików (1734), et membre de la Sejm de 1740 pour la région de Sanok. Époux de Jadwiga Odrzywolska dont les trois suivants:
  - Michał Ozoriusz Bukowski (né vers 1720 - † 1791), stolnik et chambellan de Sanok et Posła. Reçoit avec son frère Franciszek en 1783 le titre de comte autrichien de l'empereur Joseph II. Chevalier de l'Ordre de Saint-Stanislas (1774).
  - Franciszek Bukowski (né vers 1720), stolnik de Sanok et Posła, comte autrichien (1783).
  - Antoni Bukowski (pl)  († vers 1780), stolnik (1776) puis castellan (1761) du Land de Sanok, député à la Sejm (1764).
- József Bukowski de Stolzenburg (1765-1837), général KuK, gentilhomme de l'impératrice Marie-Thérèse. Il offre à l'Académie militaire royale hongroise Ludovika mille forints lors de sa création en 1808.
- József Bukowski de Stolzenburg (†1869), lieutenant-colonel autrichien. Père du suivant.
- Gejza Bukowski von Stolzenburg (1858-1937), géologue, cartographe et paléontologue, professeur à l'Université de Vienne.

## Pour approfondir